# Province de Verceil
Pour les articles homonymes, voir Vercelli (homonymie).
La province de Verceil (en italien : provincia di Vercelli) est une province italienne du Piémont de près de 180 000 habitants.
Cette province est bordée au nord par la province du Verbano-Cusio-Ossola et par la Suisse (canton du Valais), à l'est par la province de Novare et avec la Lombardie (province de Pavie), au sud par la province d'Alexandrie et à l'ouest avec la ville métropolitaine de Turin, la province de Biella et la province d'Asti.

## Géographie
La province de Verceil est divisée grosso modo en trois zones géographiques : la Grange, à savoir les immenses étendues de rizières au sud de la Strada statale 11 Padana Superiore (it), la Baraggia, jusqu'au début du Valsesia, et le Valsesia lui-même.
À une courte distance du Pô (municipalité de Trino), se trouve l'une des plus anciennes centrales nucléaires italiennes, abandonnée à la suite des résultats du référendum du 8 novembre 1987.

## Histoire
Elle est l'une des plus anciennes provinces italiennes, connue à l'époque napoléonienne sous le nom de « département de la Sesia ». Après la Restauration, en dépit de sa longue histoire et des événements où la population de Verceil s'est distinguée pour son patriotisme (comme l'inondation des rizières pour arrêter les troupes autrichiennes après la bataille de Novare), le décret Rattazzi (RD no 3702 de 23 octobre 1859) attribue le territoire à la province de Novare.
Verceil qui était déjà ville libre affiliée à la Ligue lombarde déployée contre Barberousse, a très mal réagi et a défini l'abolition de la province comme un déni de démocratie. Elle en est même venue à proposer une sorte de boycott contre l’État. Les manifestations (surtout soutenues par le journal « La Sesia ») ont continué pendant près de soixante-dix ans jusqu'au 22 décembre 1926, quand vint un télégramme de Rome, signé par Benito Mussolini lui-même, qui rétablissait Verceil dans ses prérogatives de chef-lieu de province, à la suite de la réforme des frontières provinciales .
Elle a été instituée par l'arrêté royal no 1 du 2 janvier 1927, en réunissant les districts de Verceil, Biella et Varallo depuis la province de Novare.
En 1929, la province de Verceil cède la localité de Campello Monti à Novare, elle fait maintenant partie du Valstrona dans le Verbano-Cusio-Ossola.
Depuis le gouvernement Andreotti en 1992, la province est divisée en deux afin d'établir la province de Biella avec le détachement du district du même nom.

## Tourisme
La province de Verceil présente toutes les principales attractions touristiques. La capitale, Verceil, conserve dans son centre historique des sites comme la basilique romano-gothique Saint-André et son campanile et le cloître de l'université où Saint Antoine de Padoue a étudié (1219-1227) qui est le premier exemple d'architecture gothique en Italie, la Pinacoteca Borgogna (la deuxième du Piémont), le musée du trésor de la cathédrale (crucifix de l'an mil et le « Vercelli Book », le plus ancien document écrit connu de langue proto-anglaise), l'église San Marco, qui accueille chaque année de février à juin des chefs-d'œuvre du musée Guggenheim, la basilique Saint-Eusèbe (reliques d'Eusebio, saint patron du Piémont, Madonna dello schiaffo de Benedetto Antelami), le musée Leone, la piazza Cavour, la synagogue, la salle Dugentesco, l'église saint-Christophe (it) (avec des chefs-d'œuvre de Gaudenzio Ferrari) et les châteaux du bas-Vercellese. 
Le Valsesia est l'autre région touristique attractive de la province de Verceil, grâce à la présence du Mont Sacré de Varallo. Ce monument est le plus ancien des monts sacrés, ayant été construit à partir de 1491 par Bernardino Caimi, frère mineur, ancien croisé en Terre sainte. En 2003, le mont sacré de Varallo a été inclus dans la Liste du patrimoine mondial de l'UNESCO ainsi que six autres montagnes sacrées piémontaises.
La rivière Sesia est un des cours d'eau les plus importants en Italie pour la pratique des sports de rivière. La haute vallée accueille un certain nombre de stations de ski, en particulier Alpe di Mera (it) et Alagna Valsesia.

## Politique et administration
La province a son siège officiel à Verceil.
| Période         | Période         | Identité               | Étiquette | Qualité |
| --------------- | --------------- | ---------------------- | --------- | ------- |
| 11 juin 2002    | 25 février 2010 | Renzo Masoero          | AN        |         |
| 30 mai 2011     | 29 août 2019    | Carlo Riva Vercellotti | PdL → FI  |         |
| 13 octobre 2019 | En cours        | Eraldo Botta           | Ligue     |         |